# Kap Artemision
Das Kap Artemision bildet die Nordspitze der griechischen Insel Euböa. Dem Kap vorgelagert sind die beiden unbewohnten Inseln Pontikonisi und Prasonisi; der heutige Ort Artemisio befindet sich etwa sechs Kilometer südwestlich der Kapspitze. Kap und Ort sind benannt nach der Göttin Artemis, der in der Nähe ein Tempel geweiht war, von dem allerdings nur noch geringe Reste erhalten sind.

## Geschichte
Erstmals tritt das Kap historisch in Erscheinung in der Schlacht bei Artemision, einer vergleichsweise gut dokumentierten Seeschlacht zwischen der griechischen und der persischen Flotte im Jahr 480 v. Chr.
Eine weitere Erwähnung des Kaps findet sich in den Jahren 1926–1928 im Zusammenhang mit dem Fund eines antiken Schiffswracks, dessen Ladung u. a. aus zwei berühmten Bronzestatuen bestand, dem sogenannten Poseidon vom Kap Artemision (ca. 450 v. Chr.) und dem Reiter vom Kap Artemision (ca. 140 v. Chr.). Beide Figuren waren wohl auf dem Weg zu einem neuen Aufstellungsort (vielleicht Rom); sie befinden sich heute im Archäologischen Nationalmuseum in Athen.